# Eritrea thuộc Ý
Eritrea thuộc Ý (tiếng Ý: Colonia Eritrea, Thuộc địa Eritrea) là thuộc địa của Vương quốc Ý trên lãnh thổ của Eritrea ngày nay. Đây được xem là vùng đất thuộc địa đầu tiên của Ý, khởi đầu là từ việc Công ty vận tải biển Rubattino mua lại Assab vào năm 1869, và nó thuộc quyền kiểm soát của chính phủ Ý vào năm 1882. Việc chiếm đóng Massawa vào năm 1885 và mở rộng lãnh thổ sau đó đã dẫn đến Chiến tranh Ý-Ethiopia 1887-1889 và vào năm 1889 biên giới với Đế quốc Ethiopia được xác định trong Hiệp ước Wuchale. Năm 1890 Thuộc địa Eritrea (tiếng Ý: Colonia Eritrea) chính thức được thành lập.
Năm 1936, khu vực này được hợp nhất vào Đông Phi thuộc Ý với tên gọi là Eritrea Governorate. Điều này kéo dài cho đến khi Ý mất khu vực này vào năm 1941, trong Chiến dịch Đông Phi thuộc Thế chiến thứ hai. Eritrea của Ý sau đó nằm dưới quyền quản lý của quân đội Anh, vào năm 1951, nó nằm dưới sự giám sát của Liên Hợp Quốc. Vào tháng 9 năm 1952, nó trở thành một phần lãnh thổ tự trị của Ethiopia, cho đến khi độc lập vào năm 1991. 